# Bajo Nuevo
Bajo Nuevo (španělsky „Nová mělčina“) je skupina několika neobydlených ostrůvků, korálového útesu a okolního mělkého moře. Nachází se v západní části Karibského moře, přibližně 190 km od pobřeží Nikaraguy a 775 km od Kolumbie. Mělčina měří na šířku přibližně 9,4 km, na délku 15,4 km, její plocha je 100 km².
Je spravována Kolumbií v rámci departementu San Andrés a Providencia. Společně s blízkým útesem Serranilla je předmětem mezinárodního sporu o jeho vlastnictví mezi Kolumbií, Hondurasem, Jamajkou a Spojenými státy americkými. USA si území pasivně nárokují na základě tzv. Zákona o guánových ostrovech. Další zúčastněnou stranou sporu byla Nikaragua, ale v roce 2011 rozhodl Mezinárodní soudní dvůr ve sporu mezi Nikaraguou a Kolumbií ve prospěch Kolumbie.